# Неофит-Бозвелиево
Неофит-Бозвелиево (болг. Неофит Бозвелиево) — село в Болгарии. Находится в Кырджалийской области, входит в общину Момчилград. Население составляет 378 человек.

## Политическая ситуация
В местном кметстве Неофит-Бозвелиево, в состав которого входит Неофит-Бозвелиево, должность кмета (старосты) исполняет Зекерие Адем Махмуд (Движение за права и свободы (ДПС)) по результатам выборов правления кметства.
Кмет (мэр) общины Момчилград — Ердинч Исмаил Хайрула (Движение за права и свободы (ДПС)) по результатам выборов в правление общины.